# مانوئل آنجلیلی
مانوئل آنجلیلی (انگلیسی: Manuel Angelilli؛ زادهٔ ۵ اوت ۱۹۹۰) بازیکن فوتبال اهل ایتالیا است.
از باشگاه‌هایی که در آن بازی کرده‌است می‌توان به باشگاه فوتبال رجینا، باشگاه فوتبال لاتینا، و باشگاه فوتبال پرو ورچلی اشاره کرد.